# Đại học Leeds Beckett
Trường đại học Leeds Beckett (LBU, trước đây là Trường đại học Leeds và Trường Bách khoa Leeds) nằm ở thành phố Leeds, phía Bắc nước Anh, là một thành phố sinh viên nổi tiếng, ở trung tâm Vương quốc Anh, có sân bay quốc tế rất thuận lợi để đến Leeds và đi các thành phố châu Âu. Đây là một trong những trường hàng đầu đào tạo chuyên ngành kinh tế tại Vương quốc Anh, đạt 24/24 điểm cho chất lượng giảng dạy và học tập do Hiệp hội Bảo đảm chất lượng bình chọn, một trong những trường đại học lớn nhất Vương quốc Anh, nằm trong danh sách bình chọn "University of the year" năm 2006 của báo Times Higher 2006.